# اختلال شناختی همراه با ایدز
اختلال شناختی همراه با ایدز/اچ‌ای‌وی (به انگلیسی: HIV-associated neurocognitive disorder)، به اختصار HAND، مجموعه اختلالات شناختی-عصبی مرتبط با عفونت اچ‌آی‌وی و بیماری ایدز است که طیفی از اختلالات ذهنی با شدت‌های گوناگون مانند اختلال در تمرکز، حافظه، دقت، هماهنگی، حرکت، یادگیری، گفتار و تصمیم‌گیری تا اختلالات پیشرونده عصبی یا «دمانس ایدز» را شامل می‌شود. این اختلالات گاهی با مشکل انسوفالوپاتی متابولیکی، ناشی از عفونت HIV همراه است و با فعال شدن سیستم ایمنی (ماکروفاژها و میکروگلیاها)، افزایش می‌یابد. سلول‌ها به‌طور گسترده با HIV آلوده شده و نوروتوکسین فعال و ویروسی ترشح می‌کنند. از نظر بافت‌شناسی، با نفوذ مونوسیتها و ماکروفاژها به سیستم عصبی مرکزی (CNS)، گلیوز، آسیب دیدگی غلاف میلین، ناهنجاری‌های سلول‌های دندریتیک و از دست دادن نورونها شکل می‌گیرد. این اختلالات معمولاً بعد از سالها عفونت HIV رخ می‌دهد و زوال عقل تنها زمانی ایجاد می‌شود که اختلال شناختی عصبی در بیمار به حدی شدید باشد و به‌طور قابل توجهی در عملکرد روزمره اختلال ایجاد کند به گونه ای که بیمار قادر به فعالیت نیست و ممکن است نتواند از خود مراقبت کند؛ پیش از این گفته می‌شود، بیمار دارای اختلال عصبی شناختی خفیف است.
HAND با افزایش عفونت‌ها، سطوح پایین سلول‌های CD4+ T و بارهای ویروسی پلاسما بالا همراه است و گاهی اوقات به عنوان اولین علامت شروع ایدز شناخته می‌شود.

## معرفی
اختلالات شناختی مرتبط با HIV در حوزه‌های مختلف توجه، حافظه، روانی کلامی، و ساختار دیداری و فضایی رخ می‌دهد. به‌طور خاص در رابطه با حافظه، کاهش فعالیت هیپوکامپ اساس رمزگذاری حافظه را تغییر و مکانیسم‌هایی مانند ایجاد حافظه بلند مدت را تحت تأثیر قرار می‌دهد. شدت اختلال بسته به اینکه بیمار تحت درمان با HAART یا مونوتراپی باشد یا خیر، متفاوت است. مطالعات نشان داده‌اند که بیماران اختلالات شناختی اختلال در عملکرد مدارهای فرونتو-استریاتال را نیز نشان می‌دهند. علاوه بر اختلالات شناختی، اختلال عملکرد روانی نیز مورد توجه قرار گرفته‌است. برای مثال، بیماران مبتلا به اچ‌آی‌وی نرخ بالاتری از اختلال افسردگی عمده و نارسایی هیجانی را تجربه می‌کنند، یعنی در پردازش یا تشخیص احساسات خود و همچنین تشخیص احساسات چهره دچار اشکال هستند.
بدون درمان ترکیبی ضد رتروویروسی، اختلالات شناختی با مراحل پیش رونده HIV افزایش می‌یابد. بیماران HIV در مراحل اولیه مشکلات خفیفی در تمرکز و توجه نشان می‌دهند. در موارد پیشرفته زوال عقل مرتبط با HIV، تأخیر گفتار، اختلال عملکرد حرکتی و اختلال در تفکر و رفتار نیز مشاهده می‌شود.
تشخیص اختلال عصبی شناختی مرتبط با HIV با استفاده از معیارهای بالینی پس از بررسی و رد سایر علل احتمالی انجام می‌شود. شدت اختلال عصبی شناختی با میزان سلول‌های CD4 مرتبط است، که نشان می‌دهد، درمان اولیه برای جلوگیری از سرکوب سیستم ایمنی ناشی از HIV ممکن است به پیشگیری از اختلالات عصبی مرتبط با HIV کمک کند.

## اپیدمیولوژی
شیوع این بیماری در کشورهای غربی بین ۱۰ تا ۲۴ درصد است. اگرچه شیوع ایدز در حال افزایش است، با ظهور درمان فعال اچ‌آی‌وی/ایدز (HAART)، بروز HAND در کشورهای توسعه یافته کاهش یافته‌است. شواهد نشان داده این درمان‌ها ممکن است از بروز HAND در افراد مبتلا به عفونت HIV جلوگیری کرده یا آن را به تأخیر بیندازد و همچنین عملکرد ذهنی را در افرادی که به HAND مبتلا شده‌اند بهبود بخشد. بیش از نیمی از افراد مبتلا به ایدز اختلالات مرتبط با این بیماری را تجربه می‌کنند؛ این علائم حتی می‌تواند در مبتلایانی که درمان‌های رتروویروسی را انجام می‌دهند به صورت خفیف مشاهده شود.